# Skelekirurgi
Skelekirurgi er en operation af de ydre øjenmuskler for at korrigere skelen så øjenstillingen bliver parallel. Med ca. 1,2 millioner operationer hvert år er øjenmuskelkirurgi på de udvendige øjenmuskler den tredje mest almindelige form for øjenkirurgi i USA.  Den første vellykkede skeleoperation blev foretaget den 26. oktober 1839 af Johann Friedrich Dieffenbach på en 7-årig dreng med esotropi. Der var forinden blevet foretaget nogle få operationsforsøg i 1818 af William Gibson fra Baltimore, en almenkirurg og professor på universitet i Maryland i USA.
Ideen med at behandle skelen ved at skære i de udvendige muskelfibre blev offentliggjort i amerikanske aviser af øjenlægen John Scudder fra New York i 1837.

## Typer
- Operationer på øjenmusklen retter typisk skelen og består af følgende operationsindgreb:[4][5]
  - Indgreb, der slækker / svækker
    - Tilbagetrækning består i at flytte musklens tilhæftningssted tilbage til dets oprindelige sted.
    -  Myektomi
    -  Myotomi
    -  Tenektomi
    - Tenotomi

  - Indgreb, der strammer / styrker
    - Resektion består i at løsne én af øjets muskler, bortskære et stykke af musklen fra musklens distale ende og sy musklen fast på øjet igen.[6]
    - Klipning
    - Fremflytning er, når en øjenmuskel flyttes fremad i forhold til dens oprindelige tilhæftningssted på øjeæblet.

  - Indgreb i form af transposition / repositionering
  - Justerbare suturer består af en operationsteknik, hvor en ydre øjenmuskel hæftes til øjet med en sutur, hvor musklen kan forkortes eller forlænges dagen efter operationen for at opnå en bedre stilling af øjnene.[7][8]

En skeleoperation foregår ambulant. Patienten er kun på hospitalet i et par timer, og forberedelsen til operationen er minimal. Det er forskelligt, hvor lang tid operationen tager. Efter operationen er det normalt, at patienten har smerter og røde øjne. I tilfælde af en ny operation bliver nødvendig, skal man regne med flere smerter. Resektion af musklerne er mere smertefuld i perioden efter operationen end ved recession. Operationen efterlader øjnene røde over længere tid, og opkastning kort efter operationen kan forekomme.
Kirurgen lægger en øjenklap over det opererede øje, der forhindrer, at lyset trænger ind. Det anbefales, at patienten bærer klappen, da stimuli for øjet (fx lys, bevægelse af øjet) forårsager ubehag.

## Resultater

### Parallelstilling og funktionelle ændringer
Over- eller underkorrektion: En operation kan få øjnene til at blive fuldstændigt parallelle (ortofori) eller i hvert fald næsten, men den kan også resultere i en over-eller underkorrektion, hvilket kræver yderligere behandling eller endnu en operation. Sandsynligheden for, at øjnene forbliver parallelle i længere tid er større, hvis patienten er i stand til at opnå en vis form for binokulært syn (samsyn) efter operationen, end hvis denne ikke er. I et studie af patienter med infantil esotropi, der enten havde en lille esotropi skelevinkel (8 dioptrier) eller en lille exotropi skelevinkel af samme størrelse seks måneder efter operationen, sås det, at de med den lille esotropi skelevinkel var mere tilbøjelige til at have øjne i parallelstilling fem år efter operationen end de med en lille exotropi skelevinkel. Der er indikationer på, at patienter med infantil esotropi får et bedre binokulært syn efter operationen, hvis operationen foretages tidligt. (se: Infantile esotropia#Surgery).
Andre former for skelen: Skelekirurgi i forbindelse med problemer på de skrå øjenmuskler kan resultere i en efterfølgende ukorrekt stilling af øjnene. Der kan for det første opstå en dissocieret vertikal deviation (højdeskelen). Der er indikationer på, at alvorligheden af denne form for skelen er lavere, hvis barnet opereres i en ung alder.  For det andet kan operationen resultere i en subjektiv og en objektiv cyklodeviation, der evt. kan resultere i cyklotropi og rotationelt dobbeltsyn (cyklodiplopi), hvis det visuelle system ikke kan kompensere for det.
Ved operationer på den horisontale rectus muskel ved man, at vertikal skelen, A/V–mønstre og cyklotropi kan forventes eller undgås ved at tage de korrekte kirurgiske forholdsregler.
Funktionelle overvejelser: Et resultat, der ofte følger af en skeleoperation er en efterfølgende mikrotropi (også kendt som monofiksationssyndrom).
Funktionelle forbedringer og yderligere fordele: Man var længe overbevist om, at voksne patienter med længerevarende skelen kun kunne opnå kosmetisk forbedring ved en operation, men i de senere år har man set tilfælde, hvor patienter har opnået sensorisk fusion, forudsat at den postoperative parallelstilling er meget høj.  I tilfælde med patienter med indadskelen udvides patientens binokulære visuelle felt af operationen, og således forbedres det perifere syn. Derudover kan genskabelsen af øjnenes parallelstilling resultere i psykosociale og økonomiske fordele for patienten (se også: Psychosocial effects of strabismus).

### Komplikationer
Der kan forekomme dobbeltsyn (diplopi) i de første uger efter operationen.
Det er sjældent eller meget sjældent, at der opstår følgende komplikationer: infektion i øjet, blødning i tilfælde af perforering af senehinden (sclera), løsning eller løsrivning af øjenmusklen eller endog tab af syn.
Operation af øjenmusklerne kan give risiko for i ardannelse (fibrose). Hvis ardannelsen er omfattende, ses det som et hævet og rødt væv i det hvide i øjet. Fibrose kan reduceres ved brug af mitomycin C under operationen.
En relativ ny operationsteknik, der oprindeligt er udført af den schweiziske øjenlæge Daniel Mojon, er den minimalt invasiv kirurgi (MISS), der kan reducere risikoen for komplikationer, og føre til en hurtigere visuel rehabilitering og heling af såret. Incisionerne, der foretages gennem et operationsmikroskop, på øjets bindehinde (conjunctiva) er meget mindre end dem, der laves under en konventionel skeleoperation. Et studie, der blev offentliggjort i 2017, viste færre komplikationer i forbindelse med hævelse i bindehinden og øjenlåget i tiden lige efter MISS-operationen. De langsigtede resultater var ens i de to operationsteknikker. MISS-operationsteknikken kan anvendes ved alle former for skeleoperation, især ved recession af musculus rectus, resektion, transposition og foldning selv ved begrænset motilitet.
Det er muligt, om end meget sjældent, at der på grund af den okulokardiale refleks opstår livstruende komplikationer under en skeleoperation.

## Yderligere læsning
- Wright, Kenneth W.; Thompson, Lisa S.; Strube, Yi Ning; Coats, David K. (August 2014). "Novel strabismus surgical techniques—not the standard stuff". Journal of American Association for Pediatric Ophthalmology and Strabismus (JAAPOS). 18 (4): e47. doi:10.1016/j.jaapos.2014.07.152.
- Kushner, Burton J. (2014). "The Benefits, Risks, and Efficacy of Strabismus Surgery in Adults". Optometry and Vision Science. 91 (5): e102–e109. doi:10.1097/OPX.0000000000000248. ISSN 1040-5488. PMID 24739461.
- Engel JM (September 2012). "Adjustable sutures: an update". Current Opinion in Ophthalmology. 23 (5): 373–6. doi:10.1097/ICU.0b013e3283567321. PMID 22871879.